# 그리스의 현
현(그리스어: νομός 노모스[*])은 그리스의 행정 구역 단위로 각 주를 구성한다. 총 54개의 현으로 이루어져 있다. 그리스 헌법에 따르면 현은 지방 자치 정부에서 주로 2단계 조직이다. 그러나 이들은 위계상 자치시보다 우위에 있다. 1994년 입법 개혁 이후 현의 행정 업무 대부분은 주 정부로 이관되었다. 그렇지만 현 정부는 중앙 정부에서 이들에 맡긴 특정 행정 업무(위생 위원회, 도시 계획 등)를 맡으며 법적으로 중앙 정부의 행정 단위로 규정된다.
1994년 그리스는 처음으로 현지사 선거를 실시하였으며 이전까지는 정부에서 현지사를 임명하였다.
| - 아티키주 (목록 아래 설명) - 중앙그리스주 - 2. 에비아현 (Εύβοια) - 3. 에브리타니아현 (Ευρυτανία) - 4. 포키다현 (Φωκίδα) - 5. 프티오티다현 (Φθοιωτίδα) - 6. 보이오티아현 (Βοιωτία) - 중앙마케도니아주 - 7. 할키디키현 (Χαλκιδική) - 8. 이마티아현 (Ημαθία) - 9. 킬키스현 (Κιλκίς) - 10. 펠라현 (Πέλλα) - 11. 피에리아현 (Πιερία) - 12. 세레스현 (Σέρρες) - 13. 테살로니키현 (Θεσσαλονίκη) - 크레타주 - 14. 하니아현 (Χανιά) - 15. 이라클리오현 (Ηράκλειο) - 16. 라시티현 (Λασίθι) - 17. 레팀노현 (Ρέθυμνο) - 동마케도니아 트라키주 - 18. 드라마현 (Δράμα) - 19. 에브로스현 (Έβρος) - 20. 카발라현 (Καβάλα) - 21. 로도피현 (Ροδόπη) - 22. 크산티현 (Ξάνθη) | - 이피로스주 - 23. 아르타현 (Άρτα) - 24. 이오아니나현 (Ιωάννινα) - 25. 프레베자현 (Πρέβεζα) - 26. 테스프로티아현 (Θεσπρωτία) - 이오니아 제도주 - 27. 케르키라현 (Κερκυρα) - 28. 케팔로니아현 (Κεφαλονιά) - 29. 레프카다현 (Λευκάδα) - 30. 자킨토스현 (Ζάκυνθος) - 북에게주 - 31. 히오스현 (Χίος) - 32. 레스보스현 (Λέσβος) - 33. 사모스현 (Σάμος) - 펠로폰네소스주 - 34. 아르카디아현 (Αρκαδία) - 35. 아르골리다현 (Αργολίδα) - 36. 코린티아현 (Κόρινθος) - 37. 라코니아현 (Λακωνία) - 38. 메시니아현 (Μεσσηνία) - 남에게주 - 39. 키클라데스현 (Κυκλάδες) - 40. 도데카니사현 (Δωδεκάνησα) - 테살리아주 - 41. 카르디차현 (Καρδίτσα) - 42. 라리사현 (Λάρισα) - 43. 마그네시아현 (Μαγνησία) - 44. 트리칼라현 (Τρίκαλα) - 서그리스주 - 45. 아하이아현 (Αχαΐα) - 46. 에톨로아카르나니아현 (Αιτωλοακαρνανία) - 47. 일리아현 (Ηλεία) - 서마케도니아주 - 48. 플로리나현 (Φλώρινα) - 49. 그레베나현 (Γρεβενά) - 50. 카스토리아현 (Καστοριά) - 51. 코자니현 (Κοζάνη) | 그리스의 지역 |

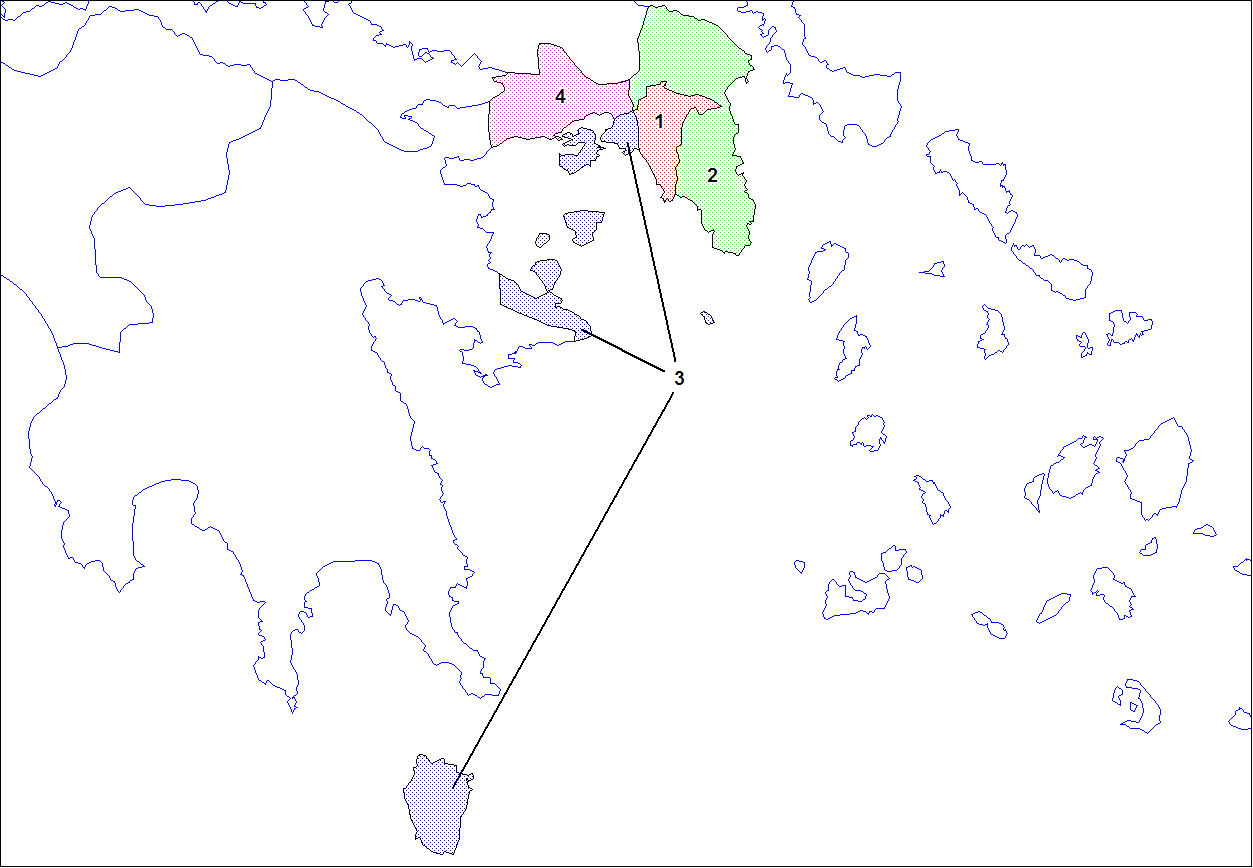
아티키주의 현

- 아티키주(지도상 1번 지역)은 다음 현으로 구성된다.
  - 1. 아테네현 (Αθηνή)
  - 2. 동아티키현 (Ανατολική Αττική)
  - 3. 피레아스현 (Πειραιάς)
  - 4. 서아티키현 (Δυτικής Αττικής)

## 같이 보기
- 그리스의 행정 구역
- ISO 3166-2:GR